# Nicolai Kielstrup
Nicolai Kielstrup, artistnamn Nicolai, född 4 oktober 1991, är en dansk artist som vann danska MGP Junior 2005 och kom på fjärde plats i Junior Eurovision Song Contest 2005 med låten Shake, Shake, Shake. Hans lillasyster Natalie var en av de tävlande i MGP Danmark, men gick inte vidare till finalen, MGP Nordic. Han bor i Vejle i Danmark.
Han har släppt fyra skivor:
- De 3 vindere af MGP 2005 (2005),
- Nicolai (2006), har sålt över 30.000 exemplar och uppnådde plantina.
- Stage 2 (2007), har sålt över 25.000 exemplar och uppnådde guld.
- Dejavu - Tilbage Til Mig (2 februari 2009).